# Krewella
 (octobre 2014).
Si vous disposez d'ouvrages ou d'articles de référence ou si vous connaissez des sites web de qualité traitant du thème abordé ici, merci de compléter l'article en donnant les références utiles à sa vérifiabilité et en les liant à la section « Notes et références ».
Krewella est un groupe de musique électronique américain originaire de Chicago. Formé en 2007, mais officiellement lancé le 8 juin 2010 lorsque les membres se consacrent entièrement au groupe, il se compose initialement des sœurs Jahan et Yasmine Yousaf, et de Kristopher Trindl, qui quittera le groupe en septembre 2014. Leur premier EP, Play Hard, sort le 18 juin 2012 en exclusivité sur Beatport, suivi par une sortie sur iTunes le 26 juin 2012. Leur premier album, Get Wet, sort le 24 septembre 2013 sur iTunes. Leur style de musique se veut éclectique, et puise ses inspirations dans le dubstep, le moombahton, le hardstyle, le drum and bass et la house.
Le management de Krewella est assuré par Jake Udell et Nathan Lim, faisant partie de TH3RDBRAIN Management. Leur manager de tournée est David Carlson.

## Biographie
Le groupe se compose des sœurs Jahan et Yasmine Yousaf parolières et chanteuses, auparavant accompagnées par le producteur Kristopher « Rain Man » Trindl, qui quitte le groupe en septembre 2014. Leur musique s'inspire de nombreux styles de dance, et ils produisent eux-mêmes la plupart de leurs sons. En juin 2012, Krewella publie son premier EP intitulé Play Hard.

### Débuts (2007-2010)
Pendant trois ans, ils vont aborder la musique comme un hobby et enregistrer de nombreuses chansons, sans se cantonner à la musique électronique. C'est ainsi que certaines de leurs anciennes chansons telles que Sasquatch Hands ou Go Hard sont publiées sur Internet, mais jamais officiellement sorties. Jahan rencontre Kristopher en 2007 lors d'une soirée à la  Fraternité de la Glenbrook North Highschool. Débute alors une relation amoureuse entre Kris et Jahan qui se serait supposément terminée en 2011. Plus tard dans l'année, Yasmine rejoint le groupe lorsque sa sœur lui propose de chanter. Leurs tout premiers travaux diffusés remontent au maximum à 2009, au travers de deux collaborations avec S-Preme sur les chansons Say Goodnight et Akira Saves Me. Le nom Krewella est trouvé entre 2007 et 2009 lors d'une séance de remue-méninges de l'équipe à l'époque (composée aussi parfois de connaissances de Kris).
Le 8 juin 2010 marque un tournant pour les membres du groupe, qui abandonnent leurs projets pour se consacrer à la musique. Tous les trois se tatouent alors cette date en souvenir : Jahan et Yasmine au cou, et Kristopher au bras. Ils rencontrent peu après leurs premiers managers professionnels, Barbara Kennedy et Terry Casey.

### Nouveaux singles etPlay Hard(2011–2012)

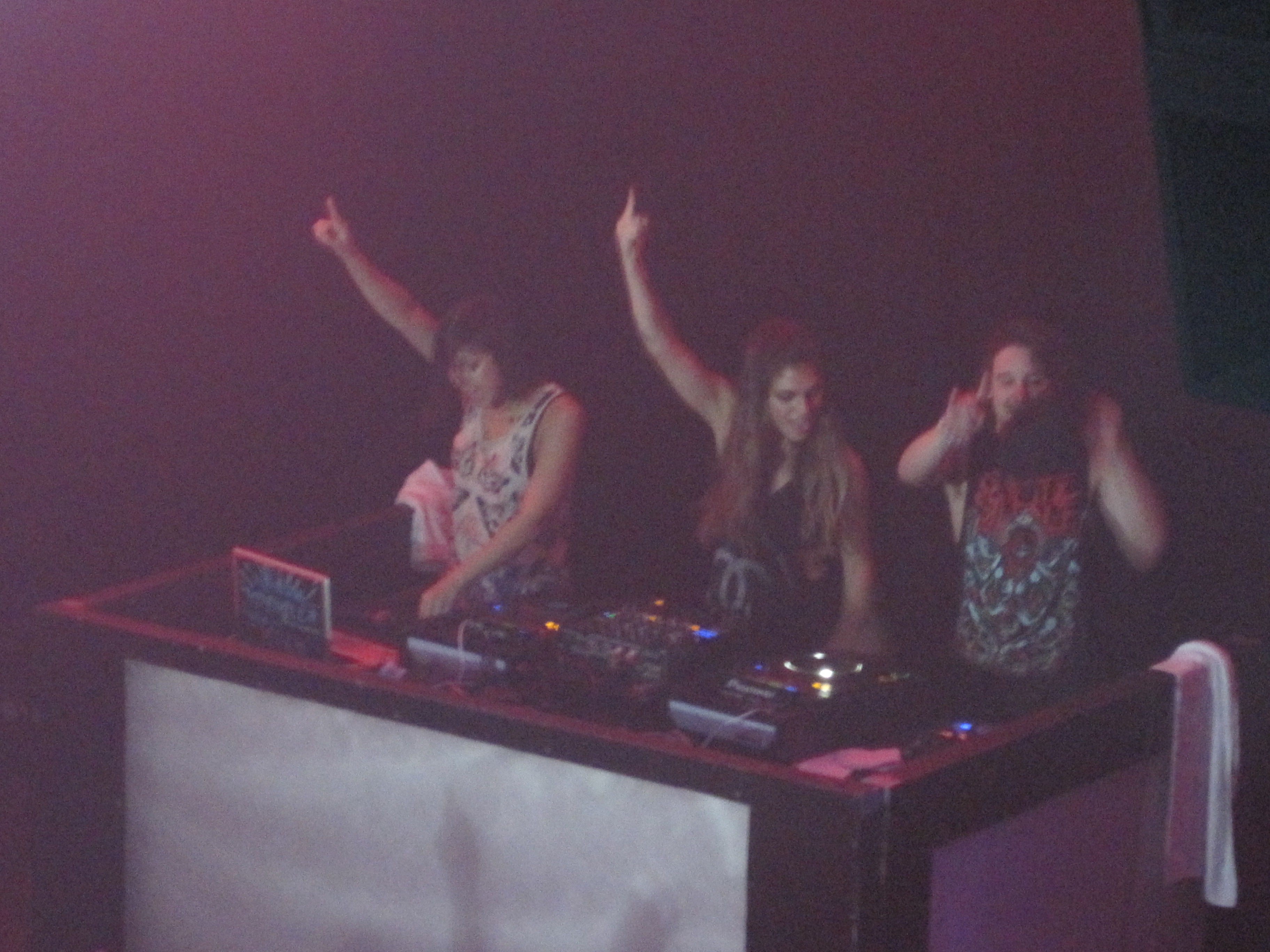
Krewella en 2012 au Vogue Theatre, d'Indianapolis, États-Unis.

Le groupe réalise alors ses premières apparitions publiques aux États-Unis, notamment à l'Avalon Club de Chicago. Ils se consacrent exclusivement à l'exercice du DJing dans leurs shows et jouent rarement leurs productions car elles ne sont pas connues de leur public. Déjà à l'époque, le fait de réaliser le show à trois personnes se révèle un peu compliqué à mettre en œuvre.,Pendant l'année, entre deux sorties en clubs, le groupe continue à travailler de façon continue sur leurs productions musicales et crée son label Krewella Music LLC. Le public nord-américain voit alors sortir leurs premières réalisations proches d'une qualité studio : Life of the Party, avec S-Preme, puis Strobelights et One Minute. Ces deux dernières productions leur permettent de s'affirmer en tant que véritable groupe de musique électronique et non plus en tant que DJs. En décembre, ils sortent plusieurs vidéos pour préparer la sortie de leur nouveau single Killin' It, prévu pour début 2012.
2012 est marquée par la sortie officielle du single Killin' It signé chez Monstercat ainsi que du clip, dans lequel les membres du groupe déambulent dans les rues de leur quartier natal de Chicago. Le single rentre à la 46e place dans les charts Airplay Dance/club. C'est aussi supposément au cours de cette période que Krewella rompt sa collaboration avec ses deux managers et entre chez TH3RDBRAIN, où ils seront co-managés par Jake Udell et Nathan Lim. Krewella continue activement de sortir de nouvelles productions, comme le remix de Knife Party - Fire Hive ou la collaboration avec Adventure Club sur Rise and Fall, collaboration qu'ils remixeront peu après. Peu avant mai, ils débutent leur première tournée nord-Américaine, Play Hard. Peu organisée, elle fait subir au groupe des conditions de tournée parfois déplorables. La tournée se terminera en fin d'année. En mai, ils signent un contrat d'enregistrement d'albums avec Columbia Records et sortent peu après, le 18 juin, l'EP Play Hard signé chez Krewella Music LLC sur Beatport. Il atteint la première place des ventes et le top 5 des charts dance lors de sa sortie sur iTunes le 26 juin. Dans cet EP est présent notamment Alive, chanson qui leur vaudra leur célébrité internationale en 2013. Cette œuvre sera par ailleurs remixée par de nombreux artistes, comme Razihel ou Hardwell.
Courant novembre, c'est la sortie de l'EP Play Harder contenant leur nouveau single Come and Get It ainsi que des remixes de Killin' it et Alive. Ils apparaissent pour la première fois à l'EDC Orlando. En fin d'année, période d'examens aux États-Unis, ils sortent leur premier podcast, intitulé Troll Mix Volume 1 : Fuck Finals Edition. Ils gagnent aussi l'International Dance Music Award 2012, catégorie « meilleur nouvel artiste ».

### Get Wet(2013-2014)
2013 est une année très remplie pour le groupe : leur single Alive se voit certifié disque de platine aux États-Unis pour un million d'exemplaires vendus, ils participent à de nombreux festivals, sortent de nombreuses chansons et leur premier album, Get Wet, qui va rencontrer un franc succès commercial. La sortie du single Alive et de son clip vont en effet jouer un rôle prépondérant dans le succès international de Krewella et totaliser plusieurs millions de vues sur YouTube. Ils apparaissent tout d'abord à un certain nombre de festivals, nord-Américains comme internationaux, avec notamment les premières apparitions européennes incluant Ultra Music Festival (Miami, Corée du Sud et Croatie), Electric Daisy Carnival (New-York, Orlando, Las Vegas), Wango Tango, Electric Love Festival (Autriche), Spring Awakening Festival, Stereosonic (Australie), et Summerbust Festival (Suède). C'est aussi l'année des collaborations avec des productions réalisées avec d'autres artistes : Nicky Romero - Legacy (Save My Life), qui sera accompagnée de la sortie de l'EP plus tard dans l'année, Gareth Emery - Lights and Thunder, Headhunterz - United Kids of the World, Benny Benassi - Non communiqué (pas sortie), Martin Solveig - Like We're Friends (pas sortie), et Pegboard Nerds - This Is Not The End.
Cela ne les empêche cependant pas de dévoiler certaines de leurs propres productions comme We Go Down, présent sur l'album. Pendant l'été 2013, ils établissent leur première résidence au club The Light Vegas, à Las Vegas, et annoncent la sortie de leur premier album pour le 24 septembre. Plus tard, ils dévoileront la liste des chansons de celui-ci. Peu avant la sortie de Get Wet, ils commencent une tournée internationale du même nom où ils bénéficient d'une scène personnalisée nommée Volcano, réalisée par les collaborateurs de Skrillex. Le 24 septembre 2013 marque la sortie de leur premier album, Get Wet et la diffusion de la soirée de lancement sur Internet. Quelques jours avant, ils avaient fait écouter l'album en quasi-totalité (en excluant les titres bonus) via un livestream. L'album entre au top 10 du Billboard Hot 200 dès sa première semaine de vente. Ils annoncent par la même occasion deux nouvelles dates européennes en Allemagne et au Royaume-Uni. En octobre 2013, Fun Radio annonce la venue du groupe pour leur concert annuel Starfloor, le 23 novembre. Peu après, le groupe entre pour la première fois au top 100 de DJ Magazine à la 44e place. Ils apparaissent en direct sur Good Morning America, une émission matinale américaine. Cela constitue une première historique, car c'est la première fois qu'un artiste/groupe de musique électronique se produit en prime-time matinal aux États-Unis[réf. nécessaire]. L'album sort en France quelques jours avant Starfloor, le 18 novembre. Il entre directement au top 100 des albums les plus vendus. Comme prévu, ils se produisent le 23 novembre à Starfloor pendant une quinzaine de minutes où ils chantent Live For The Night, Enjoy The Ride et Alive. L'évènement est retransmis en direct sur W9[réf. nécessaire].
2014 marque le début d'une importante période de studio pour le groupe, qui prépare le second album. Yasmine précisera que les influences générales de l'album se situent dans le rock 'n' roll. Au cours du mois de janvier, Krewella annonce le Verge Tour, une tournée spéciale des campus nord-américains et sort un nouveau vidéo clip pour la chanson Human. Celui-ci est dédié à leurs fans, avec des prises vidéos tournées directement pendant les voyages du groupe, au cours desquelles on peut voir les membres parfois au plus bas, fortement touchés par la vie éreintante de tournée musicale. Ils annoncent aussi la sortie prochaine de cinq autres clips : Enjoy The Ride, Party Monster, We Are One, We Go Down et Ring of Fire. En février, l'Electrobeach Music Festival, le plus grand festival de musique électronique en France, annonce leur venue pendant l'été. C'est la deuxième fois que Krewella passera en France, après le Starfloor en 2013. Ensuite, courant mars, on retrouve supposément le début de l'histoire qui conduira à la rupture de Kris avec le groupe. Krewella doit se produire à l'EDC Mexico mais, au dernier moment, Kris rate son avion à Los Angeles. Il reste donc chez lui et les deux sœurs s'occupent du show toutes seules. C'est ainsi qu'on[Qui ?] retrouvera le groupe dans cette configuration à l'UMF Miami, au Japon, à Lollapalooza Brésil et au festival Coachella. Fin mars, Krewella sort le clip de Party Monster ainsi que le making-of qui l’accompagne. Gareth Emery sort l'EP de Lights and Thunder, contenant plusieurs remixes.
Le début de la période estivale marque l'arrivée de Krewella en Europe avec le Future Sound Music Festival suisse. Le groupe se produit aussi en Allemagne. En juin, le label/club Ministry of Sound sort une compilation intitulée The Future Sound of EDM qui regroupe trente œuvres choisies et mixées par Krewella[source insuffisante]. Peu après sort le nouvel album de Tiësto, où les sœurs Yousaf apparaissent dans la chanson Set Yourself Free. La période juillet/août va être marquée par plusieurs dates internationales pour le groupe. Le 11 juillet, ils apparaissent à l'EMF ; le 13 et 27 juillet au festival Tomorrowland en Belgique ; le 28 juillet au Razzmatazz à Barcelone ; à Lollapalooza, Chicago ; et au Japon.
En octobre 2014, le groupe est victime d'un battage médiatique à la suite de la fuite de documents où l'avocat de Kris demande la poursuite en justice du reste de l'équipe de Krewella. Kristopher « Rainman » Trindl quitte officiellement le groupe. Peu après, les deux sœurs se défendent avec une seconde poursuite en justice, présentant de nombreux éléments et faits contredisant les déclarations de Kris. Contrairement à la poursuite de ce dernier, le document des sœurs Yousaf présente des preuves vérifiables (mails, SMS, factures) étayant ses affirmations. Accessoirement, le groupe se place à la 33e place au top 100 du DJ Magazine. En fin d'année, les deux sœurs, désormais seules membres du groupe, sortent une nouvelle chanson directement reliée au départ de Kris : Say Goodbye.

### Renaissance (depuis 2015)
À la suite de la séparation quelques mois plus tôt, 2015 marque le temps de la renaissance pour les deux sœurs, qui deviennent alors le nouveau Krewella. Changement de charte graphique, et changement de performance : le groupe se produit en mars à l'Ultra Music Festival de Miami et dévoile par la même occasion sa nouvelle configuration accueillant un bassiste et un guitariste. Ils jouent leur nouveau single, Somewhere to Run, ainsi que d'autres chansons, non dévoilées, prévues pour sortir plus tard.
Le 20 mai 2016, l'EP Ammunition sort dévoilant des nouvelles musiques tel que : Ammunition, Marching on, Surrender the throne puis Beggars et Broken record qui se verront avoir un clip. Peu après, Team, un nouveau son sort avec un clip où la fête et la joie sont présentes. Après une longue pause de plus de cinq mois, Krewella revient enfin avec un single intitulé Be There. Dans le clip, la complicité des deux sœurs est extrêmement mise en avant, avec notamment des vidéos de leur enfance, ou encore avec le titre qui signifie « sois là » en français.
Le 8 juin 2017, l'EP de 7 chansons « New World pt.1 » sort pour le 7e anniversaire du groupe. Krewella a officiellement redémarré.

## Membres

### Membres actuels
- Jahan Yousaf : Jahan est née le 27 août 1989 au Texas et a grandi a Chicago. Elle passe son bac en 2008 et fait deux ans d'études en communication. Elle est de nationalité américaine et d'origine pakistanaise, allemande et lituanienne. Elle est actuellement en couple avec l’acteur américain Casey Jon Deidrick[réf. nécessaire].
- Yasmine Yousaf : Yasmine est la petite sœur de Jahan et est née le 18 février 1992 au Texas comme sa grande sœur. Le groupe s'est formé quand elle terminait ses études secondaires. Comme Jahan, elle s'occupe d'une partie des paroles et du chant. Plus jeune, elle était chanteuse dans un groupe de rock indépendant composé d'hommes appelé Sunset and Camden. Elle est actuellement en couple avec l’un des membres du groupe I see stars, Devin Oliver.

Jahan et Yasmine Yousaf ont une autre sœur, Aisha[réf. nécessaire], qui est infographiste/designer mais qui n'est pas connue du grand public. Elle a travaillé avec ses sœurs au début de Krewella, notamment dans Party monster avec Rory Kramer et Krewella.

### Anciens membres
- Rain Man :  Kristopher « Rain Man » Trindl, né le 16 décembre 1987, était le producteur du groupe. Son surnom, Rain Man, est expliqué par de nombreuses raisons parfois contradictoires (donné par des strip-teaseuses, par un client, par des fans). Il a été influencé musicalement par Skrillex et DeadMau5 mais est aussi un grand amateur de heavy métal. Il a par ailleurs été guitariste et chanteur dans un groupe, étant plus jeune.

## Récompenses
- IDMA 2012 : Best Breakthough Artist
- DJ Magazine Top 100 DJs 2013 : 44e place
- Alive : certifié disque de platine (2013)
- DJ Magazine Top 100 DJs 2014 : 33e place
- DJ Magazine Top 100 DJs 2015 : 81e place

## Discographie

### Albums studio
- 2013 : Get Wet
- 2020 : Zer0

### EP
- 2012 : Play Hard[17]
- 2012 : Play Harder²[18]
- 2013 : Come and Get It The Remix EP[19]
- 2013 : Legacy Remix EP[20]
- 2013 :  Live For The Night Remix EP[21]
- 2014 : Lights and Thunder Remix EP[22]
- 2014 : Enjoy The Ride EP[23]
- 2016 : Ammunition EP
- 2017 : New World Pt. 1

### Singles
- 2011 : Life of the Party (feat. S-Preme)
- 2011 : Strobelights
- 2011 : One Minute
- 2012 : Killin' It
- 2013 : Come and Get It
- 2013 : Alive (no 32 US[24], disque de platine[25])
- 2013 : Legacy
- 2014 : Live For The Night (produit par Cash Cash[26])
- 2014 : Enjoy The Ride
- 2014 : Human
- 2014 : Party Monster
- 2014 : Say Goodbye
- 2015 : Somewhere to Run
- 2016 : Team
- 2016 : Beggars
- 2016 : Broken Record
- 2017 : Be There
- 2017 : Love Outta Me
- 2017: Calm Down
- 2017 : New World
- 2017 : Dead Af
- 2018 : Alibi
- 2018 : Bitch of the Year
- 2018 : Ain't That Why (avec R3hab)
- 2018 : Runaway
- 2018 : Gold Wings (avec Shaun Frank)
- 2018 : Bad Liar
- 2019 : No Regrets (avec KSHMR & Yves V)
- 2019 : Mana
- 2019 : Ghost
- 2019 : Good on you (avec Nucleya)
- 2020 : Greenlights

### En tant qu'artiste secondaire
- 2009 : Akira Saves Me (feat. Krewella)[27] - S-Preme
- 2009 : Say Goodnight (feat. Krewella)[27]  - S-Preme
- 2012 : Rise and Fall (feat. Krewella) - Adventure Club
- 2013 : Legacy (Save My Life) (feat. Krewella)  - Nicky Romero
- 2013 : Lights and Thunder (feat. Krewella) - Gareth Emery
- 2013 : United Kids of the World (feat. Krewella) - Headhunterz
- 2014 : Set Yourself Free (feat. Krewella) - Tiësto
- 2016 : Superstar (feat. Krewella) - Pegboard Nerds & NGHTMRE
- 2017 : I'm the one (feat. Krewella) - Alan Walker
- 2017 : Another Round (feat. Krewella) - Pegboard Nerds

### Remixes
| Année | Nom                            | Artiste Original              |
| ----- | ------------------------------ | ----------------------------- |
| 2011  | Breathe (Krewella Summit Demo) | Skrillex                      |
| 2012  | Fire Hive ('Fuck On Me' Remix) | Knife Party                   |
|       | Rise & Fall (Remix)            | Adventure Club feat. Krewella |
| 2013  | Sco rpion Move (Remix)         | Zedd (jamais publié)          |
|       | Louder (Cover)                 | DJ Fresh (jamais publié)      |
|       | Watercolour (Acoustic Cover)   | Pendulum                      |
|       | Alone Together (Remix)         | Fall Out Boy                  |

### Compilations
- 2011 : The Future Sound of EDM (Ministry of Sound)

### Clips
| Date de sortie   | Chanson                          | Réalisateur                    |
| ---------------- | -------------------------------- | ------------------------------ |
| 8 février 2012   | Killin' It                       | Laine Kelly                    |
| 26 juin 2012     | Alive (Daytona Beach Live Video) | Miles Evert                    |
| 16 août 2012     | Feel Me                          | Miles Evert                    |
| 18 décembre 2012 | Alive                            | Bryan Schlam                   |
| 18 décembre 2012 | Alive (Pegboard Nerds Remix)     | Bryan Schlam                   |
| 1er août 2013    | Live For The Night               | Aggressive                     |
| 25 octobre 2013  | Legacy                           | Kyle Padilla                   |
| 26 novembre 2013 | United Kids of the World         | Robby Starbuck                 |
| 22 janvier 2014  | Human                            | Miles Evert                    |
| 6 mars 2014      | Enjoy the Ride                   | K Tanch                        |
| 26 mars 2014     | Party Monster                    | Laine Kelly                    |
| 28 avril 2016    | Beggars                          | Laine Kelly                    |
| 8 juin 2016      | Broken Record                    | Carlos Reyes                   |
| 9 décembre 2016  | Team                             | Nathan Lim                     |
| 10 mai 2017      | Be there                         | Miles Evert Rory Kramer        |
| 26 juillet 2017  | Fortune                          | -                              |
| 20 décembre 2017 | New World                        | Gabyo                          |
| 18 octobre 2019  | Ghost                            | Andrew Sandler Lauren Dunn     |
| 18 décembre 2019 | Good On You                      | Daniel Malikyar Karl Jungquist |
| 17 janvier 2020  | Greenlights                      | Karl Jungquist                 |

## Apparitions
- Carrie : La Vengeance : Live for the Night
- Nerve : Somewhere to Run